# Гепатит D
Гепати́т D, Вирусный гепати́т D (дельта, δ) — заболевание, вызываемое вирусом гепатита дельта (англ. Hepatitis delta virus, HDV). 
Вирус гепатита дельта изначально был описан у пациентов с более тяжёлой формой инфекции, вызываемой вирусом гепатита B. Заражение гепатитом D может происходить как вместе с заражением гепатитом B (коинфекция), так и накладываться на хронический гепатит B (суперинфекция). В обоих случаях симптомы заболевания у пациентов более выражены, чем при заболевании только гепатитом B. Пациенты, заражённые и гепатитом B, и гепатитом D, имеют намного бо́льшую вероятность развития терминальной стадии печёночной недостаточности в результате острой инфекции, быстрого развития цирроза печени, а в случае хронических инфекций — увеличенную вероятность гепатоцеллюлярной карциномы.

## Возбудитель
Вирус гепатита дельта уникален среди патогенов человека и животных тем, что имеет ряд общих свойств как с вироидами растений, так и с вироидоподобными сателлитными РНК растений. Этот небольшой содержащий РНК инфекционный агент является вирусом-сателлитом, поскольку для его размножения в клетках и развития инфекции необходимо, чтобы клетки были заражены вирусом гепатита B (он использует оболочечные белки вируса гепатита B (S-антигены) для упаковки своего генома). Существует предположение, что вирус гепатита дельта развился из примитивной вироидоподобной РНК, захватившей клеточный транскрипт. Этот патоген, переносимый кровью, размножается в печени и часто вызывает острый гепатит как у приматов, так и млекопитающих из числа не-приматов.

## Эпидемиология
Вирус гепатита дельта передаётся через половые пути, кровь и её производные. Существуют две основные модели развития инфекции вируса гепатита дельта. Коинфекция имеет место в том случае, когда организм заражается одновременно и вирусом гепатита B, и вирусом гепатита дельта. О суперинфекции говорят тогда, когда организм сначала имел хронический гепатит B, а потом заразился вирусом гепатита дельта. Такие суперинфекции могут достигать наиболее сильной выраженности и имеют наибольшую вероятность перехода в хроническую форму.
Самые первые тесты на вирус гепатита дельта были основаны на обнаружении в крови антител к дельта-антигену, но позднее были созданы тесты и на сам дельта-антиген. В настоящее время разработаны ещё более эффективные тесты на РНК, однако они не используются в повседневной практике. Хотя для постановки диагноза «гепатит D» не требуется биопсии печени, обычно её проводят для выявления степени повреждения печени и назначения лечения. 
Хотя вирус гепатита дельта обнаруживается исключительно в присутствии вируса гепатита B, при заражении вирусом гепатита В вирус гепатита D обнаруживается далеко не всегда. В некоторых популяциях частота совместного развития гепатита B с гепатитом D особенно высока. Доля пациентов с гепатитом B, страдающих также от гепатита D, варьируется от менее чем 1 % до более 10 % в разных популяциях. Наиболее высок процент таких пациентов в бассейне Амазонки, на территории юга бывшего СССР, в Средиземноморье и Африке южнее Сахары. В целом в развитых странах вирус гепатита дельта редок. Процент инфицированных двумя вирусами одновременно может быть особенно высок среди определённых групп населения в пределах одной популяции, так, среди наркоманов, использующих нестерильные иглы, он может достигать более чем 70 %. Также в группу риска входят люди, принимающие концентраты факторов свёртывания крови. По всему миру вирусом гепатита дельта могут быть заражены 20 млн человек. 
За последние годы распространённость гепатита D значительно уменьшилась. Отчасти это обусловлено изменениями образа жизни пациентов, составляющих особую группу риска, особенно наркоманов, использующих внутривенное введение наркотиков, а также тщательной проверкой образцов крови. Кроме того, введение повсеместной вакцинации против гепатита B, которая одновременно защищает и от гепатита D, сократила количество как переносчиков вируса гепатита D, так и людей, страдающих от острой формы заболевания.

## Клинические особенности
Репликация вируса гепатита B не является цитопатической сама по себе. Повреждение печени происходит из-за ответа иммунной системы организма хозяина на эти инфекции. То же, вероятно, верно и для вируса гепатита дельта. Впрочем, существуют экспериментальные ситуации, когда и репликация вируса гепатита дельта оказывается цитопатической.
Симптомы гепатита D такие же, как при гепатите B, однако степень их выраженности гораздо выше. Кроме того, при гепатите D гораздо более высок риск развития цирроза печени. Течение болезни может зависеть от генотипа вируса гепатита дельта: инфекция, вызванная вирусом генотипа 1, характеризуется более тяжёлым течением, чем вызванные вирусами генотипов 2 и 4. Кроме того, белки вируса гепатита дельта могут вызывать изменения протеома клеток печени, которые способствуют их злокачественному перерождению; таким образом, гепатит D может лежать в основе гепатоцеллюлярной карциномы.
В некоторых регионах, таких как бассейн Амазонки, очень велик риск развития скоротечного гепатита от вируса гепатита дельта. В некоторых случаях смерть наступает менее чем через неделю.

## Контроль и лечение
Иммунизация против естественного вируса-хелпера, вируса гепатита B, автоматически обеспечивает защиту и от гепатита D. Однако для неиммунизированных индивидуумов, а также пациентов с хроническим гепатитом B риск остаётся высоким.
В настоящий момент не существует направленной терапии конкретно против вируса гепатита дельта. Было показано, что в 20 % случаев применение высоких доз интерферона-α давало положительный результат, однако при прекращении приёма интерферона инфекция снова развивалась, следовательно, интерферон не приводит к излечению. Интерфероновая терапия также действует и на вирус гепатита B.
Против вируса гепатита дельта были опробованы методы противовирусной терапии, основанные на ингибиторах обратной транскриптазы вируса гепатита B. Можно было бы предположить, что это приведёт к опосредованному подавлению размножения вируса гепатита дельта, однако в действительности такого не произошло.
В конце ноября 2019 года Россия стала первой страной в мире, где «Мирклудекс Б» (Myrcludex B, булевиртид) получил официальную регистрацию. Препарат предназначен для лечения хронического гепатита B с дельта-агентом (хронического гепатита D) у взрослых пациентов. Подкожно вводимый булевиртид (bulevirtide) — высокоспецифичный и стабильный агент, связывающий и инактивирующий натрий-таурохолат котранспортирующий полипептид (NTCP), белок на базолатеральной мембране дифференцированных гепатоцитов. Блокирование NTCP приводит к тому, что вирусы гепатита B и D теряют возможность инфицирования здоровых гепатоцитов.
В конце июля 2020 года булевиртид получил условное маркетинговое разрешение в Европейском союзе. Препарат проходит под брендовым названием «Гепклудекс» (Hepcludex). Разработавшая его немецкая «Эм-уай-ар фармасьютикалс» (MYR Pharmaceuticals) обязана предоставлять новые клинические данные по мере их поступления, чтобы окончательно доказать эффективность булевиртида в борьбе с хроническим вирусным гепатитом дельта.

## История изучения
Первые сообщения о вирусе гепатита дельта появились в середине 1977 года. Он был описан как ядерный антиген у пациентов, заражённых вирусом гепатита B и страдающих выраженной печёночной недостаточностью. Этот ядерный антиген первоначально был описан как антиген гепатита B и назван антигеном дельта. Последующие эксперименты на шимпанзе показали, что дельта-антиген на самом деле является структурным элементом патогена, для репликации которого был необходим вирус гепатита B. До 1980 года вирус гепатита дельта не считали инфекционным агентом. Однако вскоре признания были разработаны эффективные тесты на вирус гепатита дельта и был открыт сбор эпидемиологической информации (он начался с южной Италии). Геном вируса гепатита дельта был клонирован и секвенирован в 1986 году. В 1993 году вирус был зарегистрирован Международным комитетом по таксономии вирусов и помещён в монотипный род Deltavirus.